# Antonio Badal Solsona
Antonio Badal Solsona (Linares de Mora, 1834 - Las Parras de Martín, 1911) fue un religioso y botánico español.

## Biografía
Nacido en Linares de Mora, estudió en el seminario de Teruel. Tras ello fue párroco en Las Parras de Martín, La Rambla de Martín y Valderrobles.
Interesado en la naturaleza, fue un botánico autodidacta. Badal era considerado por sus contemporáneos un botánico nato y austero, que lo sacrificaba todo por la ciencia y Aragón. Su parroquia le puso en las cercanías de dos de los principales botánicos españoles del periodo: Loscos (en Castelserás) y Pau (en Segorbe). Aunque Badal compartió correspondencia con ambos, las relaciones con los proveedores de especímenes eran a menudo celosamente guardadas y en vida de Loscos trabajó exclusivamente con este.
Fue un colaborador clave de Loscos en la obtención de ejemplares del sur de la provincia de Teruel, lográndole muestras en las que otros habían fallado. Loscos le dedicó el séptimo suplemento de su Tratado de Plantas de Aragón, en el que afirma que Badal había sido no solo el principal proveedor de los ejemplares del suplemento sino también de los dos previos. Loscos también se lamentó en el suplemento de la poca fama de los botánicos locales como Badal en comparación con los extranjeros. Entre los hallazgos más significativos encontrados entre los ejemplares de Badal cabe citar el descubrimiento de una nueva especie, que Wilkomm bautizó Linaria Badali en su honor así como la subespecie Vella pseudocytisus subsp. paui, con un rango restringido a unas pocas áreas en el sur de Teruel.
En 1885 Badal enfermó durante la epidemia de cólera de ese año. Tras la muerte de Loscos al año siguiente, comenzó a colaborar extensivamente con Pau, que terminó sucediendo a Loscos como líder del grupo de botánicos que este había establecido. Badal recibió con alegría que este hubiera comprado el herbario de Loscos ya en 1887 y ese mismo año le envió un centenar de muestras.
Algunos autores han llamado la atención al hecho de que el mucho más mayor Badal mostrara deferencia hacia el joven Pau, incluso animándole en 1891 a ser el autor de las publicaciones del catálogo de muestras que le enviaba. Este fue publicado finalmente por Pau como Plantas nuevas o raras para la flora de Aragón, por D. Antonio Badal. Es probable que a Badal le pesara ya la edad, pues hacia 1900 comienza a retrasarse en el envío de ejemplares. Falleció en 1911.